# Argenna patula
Espèce
Synonymes
- Dictyna patula Banks, 1898
- Dictyna albopunctata Menge, 1869
- Dictyna crassipalpis Dahl, 1883
- Argenna lendlii Kulczyński, 1891

Argenna patula est une espèce d'araignées aranéomorphes de la famille des Argyronetidae.

## Répartition
Cette espèce se rencontre en Europe, en Sibérie, au Kazakhstan, au Kirghizistan et en Chine.
Sa présence est incertaine en Iran.

## Description
La carapace de la femelle syntype mesure 1,9 mm et l'abdomen 2,6 mm.
Le mâle mesure 2,5 mm et les femelles de 3,5 à 4,5 mm.

## Systématique et taxinomie
Cette espèce a été décrite sous le protonyme Dictyna patula par Simon en 1874. Elle est placée dans le genre Lethia par O. Pickard-Cambridge en 1878, dans le genre Argenna par Bertkau en 1883, dans le genre Protadia par Simon en 1892 puis dans le genre Argenna par Wiehle en 1953.
Dictyna crassipalpis a été placée en synonymie par Wiehle en 1953.
Argenna lendlii a été placée en synonymie par Gertsch en 1955.
Dictyna albopunctata a été placée en synonymie par Lehtinen en 1967.

## Publication originale
- Simon, 1874 : Les arachnides de France, Paris, vol. 1, p. 1-272.